# 佐野嘉彦
佐野 嘉彦（さの よしひこ、1945年1月16日 - ）は、日本の実業家。ニプロ創業者佐野實の甥で、同社第2代代表取締役社長を務める。

## 人物・経歴
山梨県南巨摩郡身延町出身。農家の長男として生まれる。1968年大阪市立大学工学部卒業、日本硝子繊維（現日本板硝子）入社。1975年ニプロ入社。1993年取締役営業副本部長に昇格。2000年取締役営業本部長。2001年取締役国内事業部副事業部長。2006年常務取締役国内事業部長。2012年から代表取締役社長を務め海外事業の強化を進めた。